# Cuprumin
Cuprumin Abrud este o companie din România al cărei principal obiect de activitate îl constituie extracția de minereuri metalifere neferoase.
Activitatea principală a Cuprumin este extracția și prepararea minereurilor cuprifere din zăcământul Roșia Poieni, cu valorificarea concentratului cupros și a metalelor prețioase, care în prezent este concesionată altor firme: Energo Mineral, Cuprom și Ipronef.
În prezent (noiembrie 2008), în sarcina societății au rămas numai activitățile secundare, respectiv: extracția andezitului și calcarului pentru construcții, derocare cu explozivi, transport de marfă și persoane. 
Societatea nu deține obiective miniere a căror închidere a fost aprobată prin hotărâre a Guvernului.
Compania a fost lansată la privatizare în 28 mai 2008, la prețul de pornire de 25 milioane euro, dar procesul a fost întrerupt în urma preconsultării oficialilor europeni, potrivit cărora privatizarea planificată nu respectă regulile privind ajutorul de stat.
A doua încercare de privatizare a fost realizată în noiembrie 2008, la prețul de pornire de 27 milioane euro.
În decembrie 2008, încercarea de privatizare a fost anulată din cauza situației economice nefavorabile.
În noiembrie 2009, după mai bine de un an de inactivitate, activitatea a fost repornită.
În martie 2010, Cuprumin avea 420 de angajați și producea 400 de tone de minereu de cupru pe lună.
Zăcământul de cupru de la Roșia Poieni este estimat la 900.000 de tone (60 la sută din rezerva României de cupru), lucru care permite continuarea exploatării pe o perioadă de cel puțin 20 de ani.
În martie 2012 firma Roman Copper Corp. Canada a fost declarată câștigatoare a licitației pentru preluarea integrală a capitalului Cupru Min, deținută de Ministerul Economiei.
Număr de angajați:
- 2005: 930 [7]
- 2014: 500 [8]